# 427 v. Chr.
Portal Geschichte | Portal Biografien | Aktuelle Ereignisse | Jahreskalender | Tagesartikel

◄ |
6. Jahrhundert v. Chr. |
5. Jahrhundert v. Chr. |
4. Jahrhundert v. Chr. |
►

◄ | 440er v. Chr. | 430er v. Chr. | 420er v. Chr. | 410er v. Chr. |
400er v. Chr. |
►

◄◄ | ◄ | 430 v. Chr. | 429 v. Chr. | 428 v. Chr. | 427 v. Chr. |
426 v. Chr. |
425 v. Chr. |
424 v. Chr. |
► |
►►

## Ereignisse

### Politik und Weltgeschehen

#### Griechenland
- Anfang Juni: Die Spartaner fallen zum vierten Mal in Attika ein und verwüsten die Umgebung von Marathon.
- Ende Juni/Anfang Juli: Das von den Athenern belagerte Mytilene auf Lesbos kapituliert. Da die von Alkidas kommandierte Flotte nicht eintraf, bewaffneten die Mytilener das gewöhnliche Volk, das daraufhin jedoch eine gerechtere Verteilung der Nahrungsmittel forderte. Nur eine Woche vor Eintreffen des Alkidas ziehen es die Oligarchen vor, die Waffen niederzulegen. Kleon greift hart durch und lässt die Verantwortlichen der Revolte hinrichten (ursprünglich wollte er sogar die gesamte Bevölkerung Mytilenes töten lassen) und die Stadtmauern schleifen. Ferner muss Mytilene seine Flotte an die Athener ausliefern und die Insel Lesbos wird von Kleruchen kolonisiert, ausgenommen Methymna, das Athen die Treue hielt.
- Juli: Mit der Ermordung des demokratischen Politikers Peithias beginnt ein Bürgerkrieg in Kerkyra zwischen Demokraten und Aristokraten, der mit einem Sieg der proathenischen Demokraten endet. Einmischungsversuche sowohl von Athen als auch von Sparta blieben ergebnislos
- August: Massaker auf Kerkyra.
- Sommer:
  - Die Belagerung von Plataiai endet mit der Einnahme der Stadt durch Sparta unter Archidamos II. im Verbund mit Theben. Alle Männer werden hingerichtet, die Frauen in die Sklaverei verkauft. Die Belagerung wird damit zum Symbol für die Verrohung des Peloponnesischen Krieges.
  - Athen schickt 30 Schiffe um den Peloponnes und 60 nach Melos und anschließend nach Lokris.
- Ende September: Erste Flottenexpedition Athens nach Sizilien, um Leontinoi und Rhegion zu Hilfe zu kommen (427/424 v. Chr.) und mit der Athen beabsichtigt, Spartas Nachschub mit sizilischem Getreide zu unterbinden. Auslöser ist der Angriff von Syrakus auf Leontinoi. Syrakus ist mit anderen dorischen Städten Siziliens und Lokroi Epizephyroi verbündet (Kamarina bildet eine Ausnahme) und wird von Sparta unterstützt. Leontinoi ist seinerseits mit chalkidisch-ionischen Städten (wie beispielsweise Rhegion) sowie mit Catania verbündet. Der Sophist Gorgias von Leontinoi hatte sich nach Athen begeben, um vor den ehrgeizigen Plänen der Syrakuser zu warnen und Unterstützung für seine Stadt zu erbitten. Nach seinem erfolgreichen Gesuch verblieb er in Athen, um Rhetorik zu unterrichten – mit Kernpunkt auf dem Naturrecht, welches auf dem Recht des Stärkeren beruht.
- Die von Laches und Charöades geführte Entsatzexpedition kann aber nicht viel im Sinne Athens ausrichten, weswegen Laches später von Kleon angeklagt wird.
- In Sparta übergibt Archidamos II. aus der Dynastie der Eurypontiden die Königswürde an seinen Sohn Agis II.
- In Athen kommt es wegen des peloponnesischen Krieges zur Auseinandersetzung zwischen Kleon, dem Anführer der Demokraten, und Nikias, dem Fürsprecher der Konservativen, da Kleon zur Weiterfinanzierung des Krieges die Athener mit einer zusätzlichen Zahlung von 200 Talenten (Eisphora) belasten will. Eine nach Karien entsandte Expedition zur Eintreibung der Tributzahlungen stößt auf Widerstand und erleidet hohe Verluste.
- In Athen bekleiden Diotimos und Eukles das Archontenamt.

#### Römische Republik
- 17. November: Beginn des Konsulats von Gaius Servilius Structus Ahala und Lucius Papirius Mugillanus, der zum zweiten Mal dieses Amt ausübt.
- In Rom wird das Gesetz lex de bello indicendo verabschiedet, wonach Kriegserklärungen von den Comitia Centuriata befürwortet oder abgelehnt werden.
- Die Quästur kann ab jetzt auch von Plebejern ausgeübt werden.

### Kultur
- Die Komödie Die Schmausbrüder, griechisch Daitales, von Aristophanes erringt den zweiten Preis bei den Dionysien.

### Katastrophen
- Winter 427/426 v. Chr.: In Athen wütet erneut die Attische Seuche.

## Geboren
- Kōan, sagenhafter japanischer Tennō († 291 v. Chr.)

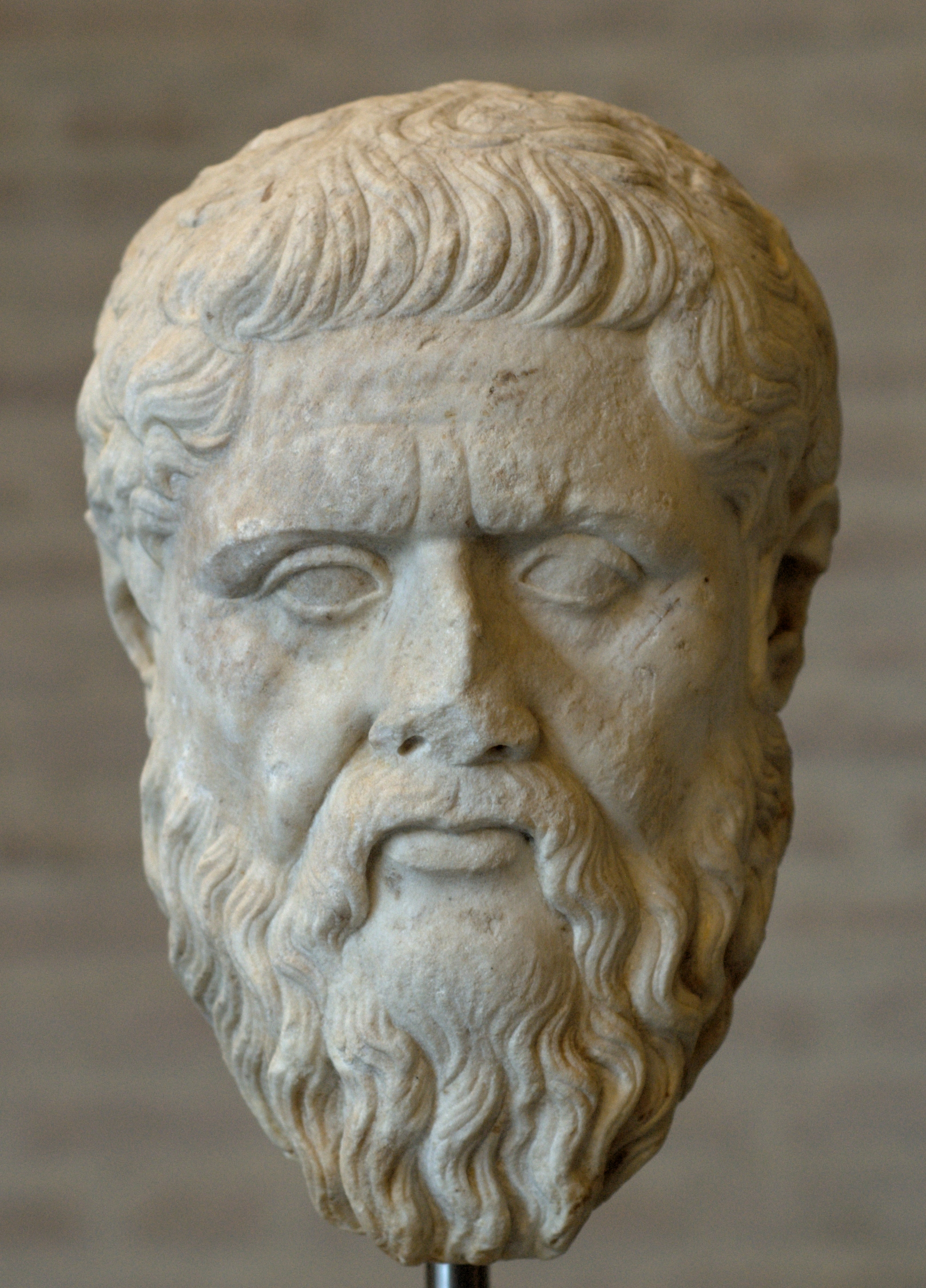
Platon

- 427 oder 428 v. Chr.: Platon, griechischer Philosoph

## Gestorben
- Peithias, kerkyrianischer Politiker